# تیم بلیک نلسون
تیموتی بلیک نلسون (انگلیسی: Timothy Blake Nelson؛ زادۀ ۱۱ مه ۱۹۶۴) بازیگر، کارگردان و نویسنده آمریکایی است. او به عنوان یک «بازیگر شخصیت مدرن» توصیف شده‌است. نقش‌های سینمایی برجستۀ او شامل دلمار اودانل در ای برادر، کجایی؟ (۲۰۰۰)، گیدئون در گزارش اقلیت (۲۰۰۲)، دکتر پنداسکی در گودال‌ها (۲۰۰۳)، دنی دالتون جونیور در سیریانا (۲۰۰۵)، ساموئل استرنز در هالک شگفت‌انگیز (۲۰۰۸)، ریچارد شل در لینکلن (۲۰۱۲)، شخصیت اصلی در تصنیف باستر اسکراگز (۲۰۱۸) و هنری مک‌کارتی در هنری پیر (۲۰۲۱) هستند. او برای ایفای نقش وید تیلمن در مجموعۀ تلویزیونی نگهبانان (۲۰۱۹) جایزۀ گزینش منتقدان تلویزیون بهترین بازیگر مکمل مرد در مجموعه درام را دریافت کرد.
نلسون نخستین تجربۀ کارگردانی خود را با جنایی چشم خدا (۱۹۹۷) رقم زد که به موجب آن نامزد جایزۀ بزرگ هیئت داوران جشنواره فیلم ساندنس و یک جایزۀ ایندیپندنت اسپیریت شده‌است. دیگر آثار کارگردانی نلسون او (۲۰۰۱) که اقتباسی مدرن از اتلو است و هولوکاست درام منطقه خاکستری (۲۰۰۱) هستند. چشم خدا و منطقه خاکستری هر دو از نمایش‌نامه‌های خود نلسون اقتباس شده‌اند.

## فیلم‌شناسی

### فیلم
| سال  | عنوان                                | یادداشت                                |
| ---- | ------------------------------------ | -------------------------------------- |
| ۱۹۹۴ | آماتور                               |                                        |
| ۱۹۹۵ | چاقالوها                             |                                        |
| ۱۹۹۷ | چشم خدا                              |                                        |
| ۱۹۹۷ | دانی براسکو                          |                                        |
| ۱۹۹۸ | خط باریک سرخ                         |                                        |
| ۲۰۰۰ | هملت                                 |                                        |
| ۲۰۰۰ | ای برادر، کجایی؟                     |                                        |
| ۲۰۰۱ | او                                   | کارگردان                               |
| ۲۰۰۱ | منطقه خاکستری                        | کارگران، نویسنده، تهیه‌کننده و ویرایش‌گر |
| ۲۰۰۲ | دختر خوب                             |                                        |
| ۲۰۰۲ | گزارش اقلیت                          |                                        |
| ۲۰۰۲ | گرامی داشتن                          |                                        |
| ۲۰۰۳ | گودال‌ها                              |                                        |
| ۲۰۰۳ | سرزمین عجایب                         |                                        |
| ۲۰۰۴ | اسکوبی-دو ۲: هیولا رهاشده            |                                        |
| ۲۰۰۴ | آخرین شلیک                           |                                        |
| ۲۰۰۴ | ملاقات با فاکرها                     |                                        |
| ۲۰۰۵ | سپید بزرگ                            |                                        |
| ۲۰۰۵ | سیریانا                              |                                        |
| ۲۰۰۶ | جایزه داروین                         |                                        |
| ۲۰۰۶ | هوت                                  |                                        |
| ۲۰۰۷ | فضانورد کشاورز                       |                                        |
| ۲۰۰۸ | هالک شگفت‌انگیز                       |                                        |
| ۲۰۰۹ | قدیس جان از لاس وگاس                 |                                        |
| ۲۰۰۹ | برگ‌های علف                           | همچنین کارگردان، نویسنده و تهیه‌کننده   |
| ۲۰۱۱ | کاغذ مگس‌کش                           |                                        |
| ۲۰۱۱ | گسیختگی                              |                                        |
| ۲۰۱۱ | بیگ یر                               |                                        |
| ۲۰۱۲ | معجزه بزرگ                           |                                        |
| ۲۰۱۲ | لینکلن                               |                                        |
| ۲۰۱۳ | کاپریس آبی                           |                                        |
| ۲۰۱۳ | گور به گور                           |                                        |
| ۲۰۱۳ | فرزند خدا                            |                                        |
| ۲۰۱۴ | مرد خانه                             |                                        |
| ۲۰۱۴ | خشم و هیاهو                          |                                        |
| ۲۰۱۴ | پیغام‌رسان را بکش                     |                                        |
| ۲۰۱۵ | بیهوشی                               | همچنین کارگردان، نویسنده و تهیه‌کننده   |
| ۲۰۱۵ | چهار شگفت‌انگیز                       |                                        |
| ۲۰۱۶ | تایید                                |                                        |
| ۲۰۱۶ | غول‌آسا                               |                                        |
| ۲۰۱۶ | پیاده‌روی طولانی بیلی لین بین دو نیمه |                                        |
| ۲۰۱۷ | ناپدید شدن سیدنی هال                 |                                        |
| ۲۰۱۷ | مؤسسه                                |                                        |
| ۲۰۱۸ | تصنیف باستر اسکراگز                  | بخش: «تصنیف باستر اسکراگز»             |
| ۲۰۱۹ | گزارش                                |                                        |
| ۲۰۱۹ | فریب‌کاری                             | بی‌اعتبار                               |
| ۲۰۱۹ | انجل سقوط کرده‌است                    |                                        |
| ۲۰۱۹ | فقط رحمت                             |                                        |
| ۲۰۱۹ | زیروویل                              |                                        |
| ۲۰۱۹ | جیزس می‌غلتاند                        |                                        |
| ۲۰۲۱ | هنری پیر                             | همچنین تهیه‌کنندهٔ اجرایی                |
| ۲۰۲۱ | قهرمانان ملی                         |                                        |
| ۲۰۲۱ | کوچه کابوس                           |                                        |
| ۲۰۲۲ | پینوکیو                              |                                        |
| ۲۰۲۳ | روح‌شده                               |                                        |
| ۲۰۲۴ | آجرچین                               |                                        |
| ۲۰۲۴ | تلماسه: بخش دو                       |                                        |
| ۲۰۲۵ | کاپیتان آمریکا: دنیای نو شگفت‌انگیز   |                                        |
| TBA  | مشیت                                 |                                        |

### تلویزیون
| سال        | عنوان                 | یادداشت                     |
| ---------- | --------------------- | --------------------------- |
| ۱۹۹۶       | مسیر مردگان           | ۳ قسمت                      |
| ۲۰۰۹       | سی‌اس‌آی                | قسمت: «سخت‌کوشی»             |
| ۲۰۱۱       | خانواده امروزی        | قسمت: «مزرعه گل گشتی»       |
| ۲۰۱۵–۲۰۱۲  | دینامیت سیاه          | ۴ قسمت                      |
| ۲۰۱۴       | کلوندایک              | ۶ قسمت                      |
| ۲۰۱۹، ۲۰۱۵ | کیمی اشمیت شکست‌ناپذیر | ۴ قسمت                      |
| ۲۰۱۹       | نگهبانان              | ۶ قسمت                      |
| ۲۰۲۲       | قفسه عجایب            | قسمت: «لات ۳۶»              |
| ۲۰۲۲       | جرج و تمی             | قسمت: «مسابقه در جریان است» |
| ۲۰۲۳       | پوکر فیس              | قسمت: «آینده ورزش»          |

### بازی ویدئویی
| سال  | عنوان          | نقش           | یادداشت |
| ---- | -------------- | ------------- | ------- |
| ۲۰۰۸ | هالک شگفت‌انگیز | ساموئل استرنز | صدا     |